# ریلوانو لوکمان
ریلوانو لوکمان (انگلیسی: Rilwanu Lukman؛ زاده ۲۶ اوت ۱۹۳۸ – درگذشته ۲۱ ژوئیه ۲۰۱۴) یک شیمی‌دان اهل نیجریه بود.